# Tetrastemma merula
Tetrastemma merula är en djurart som tillhör fylumet slemmaskar, och som först beskrevs av Corrêa 1954.  Tetrastemma merula ingår i släktet Tetrastemma och familjen Tetrastemmatidae. Inga underarter finns listade i Catalogue of Life.